# Microtes occidentalis
Microtes occidentalis är en insektsart som först beskrevs av Bruner, L. 1893.  Microtes occidentalis ingår i släktet Microtes och familjen gräshoppor. Inga underarter finns listade i Catalogue of Life.